# Agnostic Front
 (juin 2016).
Si vous disposez d'ouvrages ou d'articles de référence ou si vous connaissez des sites web de qualité traitant du thème abordé ici, merci de compléter l'article en donnant les références utiles à sa vérifiabilité et en les liant à la section « Notes et références ».
Agnostic Front est un groupe de punk hardcore américain, originaire de New York. Le groupe est le fondateur du punk hardcore new-yorkais. Mené depuis le début des années 1980 par Roger Miret et Vincent « Vinnie Stigma » Cappuccio, chef spirituel du mouvement. Le groupe est l'un des piliers du défunt CBGB's jusqu'à sa fermeture. Le groupe se sépare en 1993 avant de se reformer cinq ans plus tard en 1998.

## Biographie

### Débuts (1982–1989)
Le groupe est formé par Vincent « Vinnie Stigma » Cappuccio au début de 1982. Roger Miret et Vinnie Stigma se réunissent en 1982, et forment Zoo Crew avant d'appeler finalement leur groupe Agnostic Front. Avec en complément Adam Moochie à la basse et Ray Beez à la batterie, le groupe sort un an plus tard sa première démo United Blood (désormais un album de collection) sur un label indépendant.
En 1984, Dave Jones (batteur) et Rob Kabula (basse) ont rejoint le groupe pour enregistrer Victim in Pain, considéré maintenant comme le meilleur album du groupe. Ce fut celui-ci qui les projeta au premier rang de la scène du CBGB, où ils ont joué avec des groupes comme Cro-Mags et les Murphy's Law.
Avec une nouvelle formation, Steve Martin à la guitare, Will Shepler à la batterie et Alan Peters à la basse, le groupe réalise en 1987 Liberty and Justice. Pendant ce temps, la scène hardcore s'effondre, et l'album est décrié à cause de son manque de thrash. C'est un échec comparé aux disques précédents. Roger Miret se fait arrêter pour détention de drogue après l'enregistrement d'un album live Live at CBGB's avec le nouveau bassiste Craig Setari (Straight Ahead, Youth of Today, Sick of It All). Il passe son temps en prison à écrire des chansons, tandis que Stigma et le groupe font leur première tournée en Europe.

### Séparation (1990–1993)
En 1992, les chansons écrites en prison par Roger Miret deviennent les principaux morceaux de One Voice. Malgré ce nouvel album, le succès n'est toujours pas au rendez-vous et le couple Miret/Stigma décide d'arrêter en 1993 avec l'enregistrement d'un live, Last Warning. Stigma, Henderson et Shelper rejoignent Madball, et Craig est recruté par Sick of It All.

### Retour (depuis 1998)
En 1997, Stigma et Miret reforment Agnostic Front avec Jim Colletti à la batterie et Rob Kabula à la basse. Ils signent chez Epitaph Records pour sortir en 1998 l'album Something Gotta Give. Leurs anciens albums à nouveau mis en vente se sont bien écoulés et sont acclamés par la plupart des critiques de hardcore old-school. En 1999 sort Riot Riot Upstarts et en 2001, Dead Yuppies avec le bassiste Mike Gallo.
En 2002, Miret travaille sur un projet parallèle, Roger Miret and the Disasters, et réalise leur premier album Roger Miret and the Disasters. La même année, la formation Agnostic Front participe au film de l'artiste vidéaste Matthew Barney, Cremaster 3, la pièce vidéo la plus longue de la série des Cremaster. On retrouve la séquence dans laquelle apparait le groupe sur la version DVD du film, sorte de ré-interprétation de la vidéo sur un format plus court, et intitulée The Order. Dans ce film, Agnostic Front fait face à Murphy's Law, autre groupe de légende. Le DVD contient par ailleurs des interprétations musicales des deux groupes en rapport avec l'ambiance du film.
En 2007, Agnostic Front sort son album Warriors, et The Disasters réalisent leur deuxième CD en 2005, intitulé 1984. À noter la sortie à l'occasion de leur tournée européenne d'une édition spéciale incluant un DVD contenant 2 clips, quatre morceaux live et 1 morceau inédit. Pour célébrer le 25e anniversaire de leur album, Victim in Pain, Bridge Nine Records publie des versions remasterisées de l'album accompagnées de leur premier EP, United Blood, le 17 novembre 2009. Le groupe joue la tournée Persistence Tour en Europe en hiver 2009, et est confirmé pour le Rebellion Festival 2012 de Blackpool, U.K.
En 2015, le groupe publie son nouvel album studio, The American Dream Died via Nuclear Blast Records qui comprend des chansons ancrées oldschool, mais avec une touche de modernisme.
En 2019, le documentaire The godfathers of Hardcore, réalisé par Ian McFarland, leur est consacré.

## Membres

### Membres actuels
- Vincent « Vinnie Stigma » Cappuccio – guitare (depuis 1980)
- Roger Miret – chant (depuis 1982)
- Mike Gallo – basse (depuis 2000)
- Pokey Mo – batterie (depuis 2009)
- Craig Silverman – guitare (depuis 2014)

### Anciens membres
- Raymond « Raybeez » Barbieri – batterie (1982–1983)
- Adam Mucci – basse (1982–1983)
- Dave Jones – batterie (1983–1985)
- Rob Kabula – basse (1983–1987, 1997–2000)
- Gordon Ancis – guitare (1986–1987)
- Joe « Fish » Montanaro – batterie (1986–1987)
- Louie Beato – batterie (1986)
- Alex Kinon – guitare (1985–1986)
- Alan Peters – basse (1987–1990)
- Steve Martin – guitare (1987–1990)
- Will Shepler – batterie (1987–1993)
- Craig Setari – basse (1990–1993)
- Matt Henderson – guitare (1990–1993)
- Jimmy Colletti – batterie(1997–2004)
- Steve Gallo – batterie (2004–2009)
- Joseph James – guitare (2007–2014)

## Discographie
- 1983 : United Blood
- 1984 : Victim in Pain
- 1986 : Cause for Alarm
- 1987 : Liberty and Justice for...
- 1989 : Live at CBGB
- 1992 : One Voice
- 1993 : Last Warning Live
- 1995 : Raw Unleashed
- 1998 : Something's Gotta Give
- 1999 : Riot, Riot Upstart
- 2001 : Dead Yuppies
- 2004 : Another Voice
- 2007 : Warriors
- 2011 : My Life My Way
- 2015 : The American Dream Died
- 2019 : Get Loud!